# Hodișa
Hodișa – wieś w Rumunii, w okręgu Satu Mare, w gminie Socond. W 2011 roku liczyła 229 mieszkańców.